# جنيفر بيرن
جنيفر بيرن (بالإنجليزية: Jennifer Byrne) هي صحفية ومقدمة تلفزيونية أسترالية، ولدت في 5 مارس 1955 في ملبورن في أستراليا.

## وصلات خارجية
- جنيفر بيرن على موقع IMDb (الإنجليزية)
- جنيفر بيرن على موقع ميوزك برينز (الإنجليزية)
- جنيفر بيرن على موقع قاعدة بيانات الفيلم (الإنجليزية)